# Amusement Vision

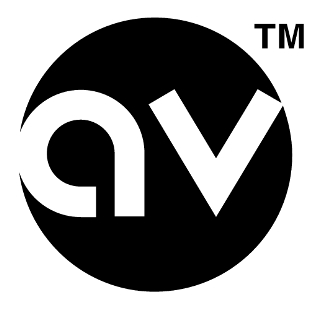
Logo Amusement Vision

Amusement Vision, znane również jako Sega AM Research & Development No. 11 było częścią japońskiego oddziału deweloperów Segi.

## Historia
AV działało w latach 2000–2005 na zlecenie Segi. Odpowiadało za stworzenie serii gier Super Monkey Ball. Studio zostało rozwiązane w 2005 roku, gdy pracownicy zostali przeniesieni do oddziału głównego Segi by pracować nad grą Yakuza.

## Gry

### Automaty
- Planet Harriers (2000)
- SlashOut (2000)
- Monkey Ball (2001)
- Spikers Battle (2001)
- Virtua Striker 3 (2001)
- F-Zero AX (2003)
- Ollie King (2004)

### Dreamcast
- Daytona USA 2001 (2000)

### GameCube
- Super Monkey Ball (2001)
- Super Monkey Ball 2 (2002)
- Virtua Striker 3 (2002)
- F-Zero GX (2003)

### Game Boy Advance
- Shining Force: Resurrection of the Dark Dragon (2004)